# Moltres
Moltres (ファイヤー?, Faiyā) è un Pokémon base della prima generazione di tipo Fuoco/Volante. Il suo numero identificativo Pokédex è 146.
Ideato dal team di designer della Game Freak, Moltres fa la sua prima apparizione nel 1996 nei videogiochi Pokémon Rosso e Blu e compare inoltre nella maggior parte dei titoli successivi, in videogiochi spin-off, nella serie televisiva anime, nel Pokémon Trading Card Game e nel merchandising derivato dalla serie.
Insieme ad Articuno e Zapdos è uno dei tre Pokémon leggendari di tipo Volante appartenenti alla prima generazione. I tre Pokémon hanno un ruolo centrale nel lungometraggio Pokémon 2 - La forza di uno e nel manga Pokémon - La grande avventura.
A Galar ne esiste una forma regionale di doppio tipo Buio/Volante.
Moltres è uno dei Pokémon di Baldo.
Condivide la sua specie con altri quattro Pokémon: Charmeleon, Charizard, Flareon ed Infernape. Sono tutti noti come Pokémon Fiamma.

## Descrizione
Moltres forma un trio di Pokémon leggendari insieme ad Articuno e Zapdos. È basato sul mito slavo dell'uccello di fuoco.
Nella sua forma principale è in grado di creare scintillanti lingue infuocate e di spargere tizzoni ardenti solo sbattendo le ali. È solito migrare da Sud quando giunge la primavera, per questo la sua apparizione preannuncia l'arrivo della bella stagione. Se rimane ferito, si dice che si immerga nel magma di un vulcano per ardere e tornare in salute.
Nella sua forma di Galar ha una personalità altezzosa e calma. Chi viene in contatto con la sua aura maligna perde ogni energia vitale e viene sopraffatto da una spossatezza profonda.

## Apparizioni

### Videogiochi
Nei videogiochi Pokémon Rosso e Blu e Pokémon Giallo un esemplare di Moltres è presente lungo la Via Vittoria. In Pokémon Rosso Fuoco e Verde Foglia il Pokémon è presente nel Monte Brace, mentre nei titoli Pokémon Oro HeartGold e Argento SoulSilver Moltres è disponibile all'interno del Monte Argento.
In Pokémon Platino è possibile catturare Moltres all'interno della regione di Sinnoh dopo aver parlato con il Professor Oak ad Evopoli.
Nei videogiochi Pokémon X e Y Moltres è presente nella regione di Kalos. È possibile incontrare il Pokémon leggendario all'interno dell'Antro Talassico se il Pokémon iniziale del protagonista è Froakie. In questi titoli può partecipare alle Lotte Aeree.
Moltres è presente in Pokémon Mystery Dungeon: Squadra rossa e Squadra blu, sia come Pokémon utilizzabile, sia nei panni di rivale. È possibile reclutarlo solo dopo averlo sconfitto sul Monte Vampa. È anche disponibile in Pokémon Mystery Dungeon: Esploratori del tempo ed Esploratori dell'oscurità all'interno del Dedalo Finale.
Il Pokémon leggendario appare inoltre in Super Smash Bros. Melee, sia all'interno di una Poké Ball che come trofeo. Un'altra apparizione degna di nota è quella di Pokémon Snap.

### Anime
Moltres appare per la prima volta nel corso dell'episodio Il grande torneo (All Fired Up). Il Pokémon leggendario è inoltre uno dei protagonisti del lungometraggio Pokémon 2 - La Forza di Uno.
Il Pokémon è inoltre presente nell'episodio di Pokémon Chronicles, Sulle Tracce della Leggenda (The Search for the Legend).
James del Team Rocket indossa un costume raffigurante Moltres nel corso di Il libro (The Fortune Hunters).
In Pokémon: Le origini l'allenatore Rosso cattura il Pokémon leggendario Moltres.

### Manga
Nel manga Pokémon - La grande avventura Zapdos viene catturato dal Team Rocket e affidato a Lt. Surge. Grazie a un esperimento dell'organizzazione viene fuso insieme ad Articuno e Moltres, ma gli attacchi combinati di Rosso, Blu e Verde sciolgono l'unione. In seguito il Pokémon viene catturato da Verde.